# Metadesmolaimus caniculus
Metadesmolaimus caniculus is een rondwormensoort uit de familie van de Xyalidae. De wetenschappelijke naam van de soort werd in 1967 voor het eerst geldig gepubliceerd door Wieser en Hopper.